# Космос-2265
Космос-2265 је један од преко 2400 совјетских вјештачких сателита лансираних у оквиру програма Космос.
Космос-2265 је лансиран са космодрома Плесецк, Русија, 26. октобра 1993. Ракета-носач Космос је поставила сателит у орбиту око планете Земље. 